# 天津市瑞景中学
天津市瑞景中学，位于天津市北辰区环瑞北路2号，前身天津市师范学校，2005年转型为普通高级中学教育学校，定名天津市瑞景中学。目前，天津市瑞景中学是天津市教育委员会直属的示范中学，校训是“守朴、求索、博爱”。

## 历史
1962年，天津市教育局批准建立天津市第二师范学校，校址最初位于河北区新开河法政桥附近的志成道。1963年，该校迁至天津市北郊区的杨咀村。1979年5月4日，天津市第二师范学校与天津市第三师范学校合并，在北郊区杨咀村建立天津市师范学校，是天津市的第一所全日制、全寄宿制中等师范学校。2005年10月，天津市英才中学并入天津市第二师范学校，并转为普通高级中等教育学校，更名为天津市瑞景中学，隶属于天津市教育委员会。